# Aphnaeus brahami
Aphnaeus brahami är en fjärilsart som beskrevs av Percy I. Lathy 1903. Aphnaeus brahami ingår i släktet Aphnaeus och familjen juvelvingar. Inga underarter finns listade i Catalogue of Life.